# Masacre de Brazo Oriental

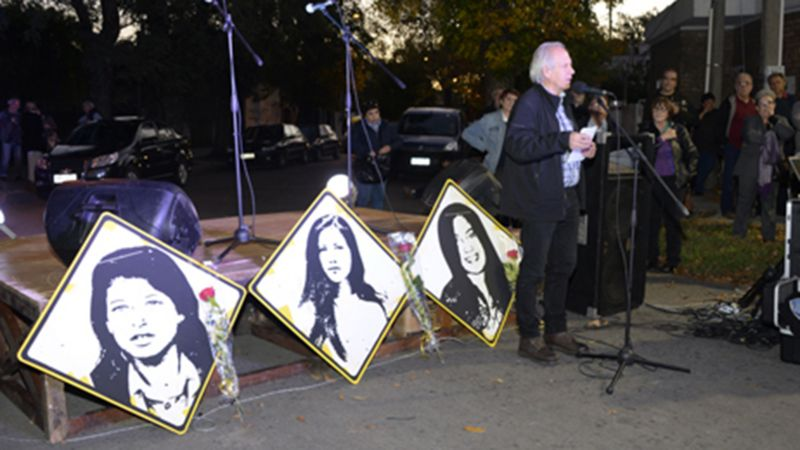
Acto de colocación de placas recordatorias en homenaje al asesinato (de izquierda a derecha: Laura Raggio, Diana Maidanik y Silvia Reyes). 24/4/2017

La Masacre de Brazo Oriental (o el asesinato de Las Muchachas de Abril) se refiere al asesinato de tres jóvenes mujeres en Montevideo, Uruguay, el 21 de abril de 1974, durante la dictadura militar. Las víctimas fueron Laura Raggio y Silvia Reyes (embarazada de su primer hijo), ambas de 19 años, y Diana Maidanik, de 22 años. Las mujeres eran miembros de los Tupamaros, un grupo guerrillero urbano de izquierda.

## Los hechos
El ejército realizó una redada en un apartamento en el barrio Brazo Oriental donde creían que se escondía un militante tupamaro. La redada resultó en un tiroteo que duró varias horas y dejó a las tres mujeres muertas. El ejército afirmó que las mujeres estaban armadas y habían disparado primero, pero esta versión de los hechos ha sido cuestionada. El incidente se conoció como «Las Muchachas de Abril» y se considera uno de los episodios más brutales de violencia estatal durante la dictadura.

## Condena al Estado uruguayo y reconocimiento
En diciembre de 2021, la Corte Interamericana de Derechos Humanos condenó al Estado uruguayo a reconocer su responsabilidad por este hecho, así como por las desapariciones de Luis Eduardo González y Óscar Tassino. En la sentencia, los miembros de la Corte entendieron que existió responsabilidad del Estado en la violación de los derechos al reconocimiento de la personalidad jurídica, a la vida, a la integridad personal y a la libertad personal, y omisiones por la falta de investigación de los casos.

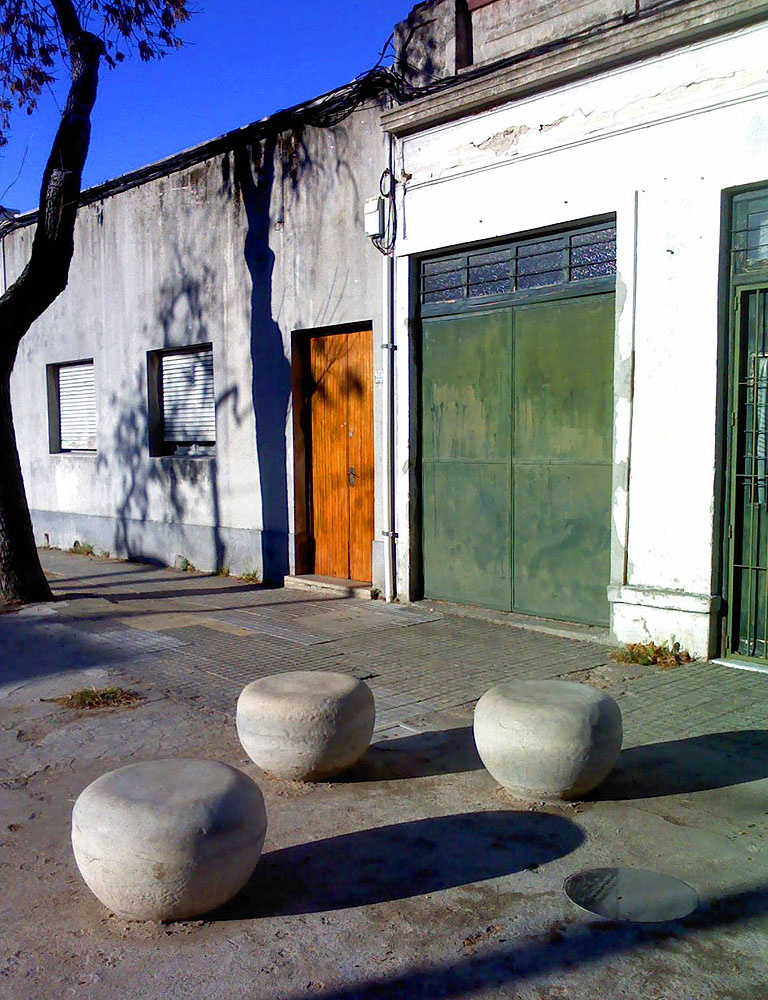
Marcas de la memoria colocadas el 21 de abril de 2014

El 15 de junio de 2023, en acto realizado en el Salón de los Pasos Perdidos del Palacio Legislativo del Uruguay, la videpresidenta de la República del momento, Beatriz Argimón, manifestó el compromiso del Estado de cumplir con la sentencia y dar con el paradero de las víctimas desaparecidas, así como investigar, sancionar y reparar las violaciones a los derechos humanos cometidas en el caso.

## Homenajes
En varios años el 21 de abril se realizaron homenajes a «Las Muchachas de Abril». Se han instalado marcas de la memoria y placas alusivas frente a la vivienda donde ocurrió la masacre.